# 希普施泰特
希普施泰特是德国下萨克森州的一个市镇。总面积29.38平方公里，总人口1264人，其中男性645人，女性619人（2011年12月31日），人口密度43人/平方公里。